# Розенталь, Шайенн
Шайенн Розенталь (нем. Cheyenne Rosenthal; род. 23 июля 2000, Брилон, Северный Рейн-Вестфалия) — немецкая саночница. Четырёхкратная чемпионка мира в двойках, чемпионка Европы 2024 года. Член сборной Германии по санному спорту. Призёр этапов Кубка мира.

## Биография
Шайенн начала заниматься санным спортом в Винтерберге, в возрасте девяти лет. В 2019 году дебютировала на этапах Кубка мира по санному спорту в одиночках. С 2021 года выступает в двойках.
На чемпионате мира по санному спорту 2022 года на домашней трассе в Винтерберге Розенталь впаре с Джессикой Дегенхардт стала чемпионкой мира.
В 2023 году на чемпионате Европы в Сигулде завоевала бронзовую медаль, на а на чемпионате мира в Оберхофе праздновала двойной успех: в двойках и в командной эстафете.
На континентальном чемпионате сезона 2023/2024 годов на трассе в Иглсе стала чемпионкой ЕВропы в двойках.
На чемпионате мира 2025 года в Канаде, Шайенн в новой дисциплине — парный микст, в составе немецкой команды, завоевала бронзовую медаль, а на следующий день стала серебряным призёром в женских двойках. В эстафетном спуске завоевала чемпионский титул.  